# Linksvelder

Positie van de linksvelder

Een linksvelder, ook met het Engelse woord left fielder (LF) aangeduid, is een speler in het honkbal of softbal die, als zijn team verdedigt, in het linksveld staat.

## Profiel
Buitenvelders moeten een groot gebied verdedigen, dus snelheid, instinct en een goed reactievermogen zijn essentieel. De linksvelder moet in staat zijn om zowel staande als rennende ballen te vangen. Ze moeten in staat zijn om de bal nauwkeurig over lange afstanden te werpen en moeten in staat zijn te beoordelen of ze een moeilijke vangst moeten proberen en het risico lopen om de bal te laten gaan, of om de bal te laten landen om een snel spel te garanderen en te voorkomen dat de lopers voordeel behalen uit een gemiste bal. Linksvelders moeten zich ook verschillende samenstellingen van het foutgebied van verschillende velden eigen maken, en voorkomen dat ballen die langs de foutlijnen geslagen zijn voorbij de linksveldhoek komen. Amateurspelers vinden het misschien moeilijk om zich op het spel te concentreren, omdat ze zo ver van de actie staan. Het benadrukken van de correctie positie geeft buitenvelders iets om zich op te concentreren bij iedere worp. Een slag naar het linksveld heeft vaak de neiging naar de linker foutlijnen te buigen, iets waar linksvelder zich aan moeten leren aan te passen.
Van alle buitenvelders heeft de linksvelder vaak de zwakste arm, omdat zij over het algemeen de bal niet zo ver hoeven te gooien om de opmars van honklopers te voorkomen. De linksvelder moet daarentegen nog steeds goede veld- en vangtechnieken beheersen en krijgen in de regel meer ballen dan de rechtsvelder, omdat een rechtsslaande slagman vaak neigt om de bal naar het linksveld te "trekken". De linksvelder fungeert daarnaast als back-up voor de derde honkman.